# Ataque aéreo ao mercado do campo de Jabalia
Em 9 de outubro de 2023, as Forças de Defesa de Israel realizaram um ataque aéreo em um mercado em Jabalia, que estava lotado de civis no momento do ataque. O ataque aéreo fez parte do conflito entre Gaza e Israel de outubro de 2023, e mais de sessenta pessoas foram mortas no ataque, e grande parte do mercado foi destruída.

## Antecedentes
O mercado do campo de refugiados de Jabalia é considerado uma das áreas mais animadas na Faixa de Gaza. Ele está localizado no nordeste da Cidade de Gaza. Há uma área residencial no mercado, a área de Al-Ternis, que é considerada parte do mercado, o maior mercado comercial em Gaza. A UNRWA registrou 116.011 refugiados palestinos no campo.

## Ataque
Após os ataques aéreos israelenses em outras áreas de Gaza, gazenses deslocados internamente fugiram para o campo de Jabalia. No momento do ataque, o mercado estava completamente lotado, com clientes e vendedores abastecendo-se de mercadorias. O ataque aéreo atingiu a área de al-Trans do mercado de Jabalia, uma das áreas mais povoadas de Jabalia. Em Shati, outro campo de refugiados, fiéis dentro e ao redor de quatro mesquitas foram mortos em um ataque aéreo israelense.
O Hamas alegou que cinquenta civis foram mortos no ataque. Um trabalhador de resgate entrevistado pelo New York Times afirmou que o número de mortos era de mais de sessenta pessoas, e todo o mercado e prédios circundantes foram destruídos. O ministério da saúde de Gaza se recusou a fornecer uma estimativa completa, mas relatou "dezenas" de mortos e feridos. O ministério do interior de Gaza também alegou que o ataque aéreo inicialmente visou um prédio residencial pertencente à família Abu Eshkayyah.
O governo israelense alegou que o ataque aéreo em Jabalia teve como alvo elementos do Hamas localizados em uma mesquita no campo de Jabalia.

## Consequências
Um segundo ataque aéreo no campo de Jabalia em 12 de outubro matou uma família de quatro pessoas.